# Красимир Бачков
Красимир Бачков е български писател.

## Биография и творчество
Роден е на 18 август 1958 г. в 8 ч. 58 мин. в гр. Добрич. Завършва висше педагогическо образование в Шуменския университет „Епископ Константин Преславски“. Работи като учител по изобразително изкуство, директор и помощник директор на училище.
Член е на СБП-София, член на УС на Сдружението на писателите в Добрич, член на „Славянска академия“, съосновател и редактор на вестник „Антимовски хан“.
Превеждан е на английски, руски, румънски, украински и словашки.
През 2014 г. е представител на България в международния поетичен фестивал „По стъпките на Дани Негош“, в Подгорица – Черна гора. През 2015, 2016 и 2017 г. е представител на България в международния поетичен фестивал „Врата на поезията“, в Решица – Румъния.
До 2005 г. има над двадесет национални награди за проза. След това разказът му „Песента на часовника“ спечелва втора награда /първа не се присъжда / в Националния конкурс за разказ „Дядо Йоцо гледа“ през 2009 година. През 2014 г. печели второ място в четвъртото издание на Националния литературен конкурс „Недоизречено“ (Варна) През 2016 г. е отличен с второ място в Националния конкурс „Диря в морето“, раздел „Проза“. През 2015 г. е номиниран за литературната награда „Йордан Йовков“. Пет пъти участва с приз за литературно творчество в конкурса на „Анубис – Булвест“, за учители – творци (от 2009 до 2013 г.) През 2017 г. му се присъжда второ място в Националния поетичен конкурс „Пролет моя“, при читалище „Никола Й. Вапцаров – 1922“ – София, за стихотворението „За какво“ и Специална награда в националния конкурс „Диря в морето“. Трета награда за разказ в международния конкурс „Изящното перо – 2017“ – Чикаго, САЩ. Специална награда в първия Националния конкурс, посветен на Йордан Йовков „Земя на пеещите колелета“ – 2017 Втора награда за стихотворението „Очакването на моряка“ в конкурса „Диря в морето“ – 2018, Трето място за разказа „Без криле не струва“ в Международния конкурс „Небесни меридиани – 2018“ – Бат Ям – Израел, трето място за разказа „Прошката“ в Международния конкурс „Пътят към Итака“ – 2018 – Гърция. Награда на публиката в Националния конкурс за разказ „Мостовете“ – 2018, за разказа „Сълзите на извора“. Първа награда за разказа „Старата тенджера“ в Националния литературен конкурс „Рада Казалийска“ – 2018. Трето място в Националния конкурс „Диря в морето“ – 2019, за разказа „Тони и лицемерите“. В Международния конкурс „Изящното перо – 2019“ – Чикаго, САЩ, му е присъдено първо място за разказа „Слънчага“. Трето място за разказа му „Баща за три дни“ в конкурса „Диря в морето“ – 2020. Втора награда в международния конкурс на Нов живец – Атина, Гърция, в конкурса „Светулки в шепите на времето“ за разказа „Дяволски райска история“. – 2020 г. Второ място в конкурса „Диря в морето“ – 2021 г. за разказа „Девет бала щастие“. Специална награда в международния конкурс „Изящното перо“ – Чикаго – 2021 г.
Живее в град Варна.
Разказът му „Обсидиан“, с промено име „Талисманът“ е избран за матура на седмокласниците по БЕЛ през 2022 г.
Второ място за разказа „Морякът без море“ в Националния конкурс „Диря в морето“ – 2023 г. Второ място за разказа "Мечтата на боцмана" в Националния конкурс "Диря в морето" - 2024 г. Трето място за разказа "Грехът на капитана", в Националния конкурс "Диря в морето - 2025 "

## Филмография
- „Преди нощта да изтече“ – късометражен филм – 2012, по разказа „Приятели“, режисьор Катерина Борисова
- „Учител“ – късометражен филм – 2014, по разказа „Докато пари“, режисьор Орлин Милчев – Атила
- „Колелото“ – късометражен филм по едноименния разказ – 2018, режисьор Крис Захариев
- „Дървояд“ – късометражен филм по разказа „Едно въже стига“ – 2023, режисьор Кристиян Бозов